# Euklidestal
Euklidestal är naturliga tal av typen {\displaystyle E_{n}=p_{n}\#+1} , där {\displaystyle p_{n}\#=2\cdot 3\cdot 5\cdot 7\cdot \ldots \cdot p_{n}} är produkten av de första {\displaystyle n} primtalen,  vilket kallas primorialen av n. Till exempel är de första tre primtalen 2, 3 och 5. Deras produkt är 30 och motsvarande euklidestal är 31.
Euklidestal har fått sitt namn efter den antika grekiska matematikern Euklides. Euklides sats anger att det finns oändligt antal primtal. Ibland antas det felaktigt att satsen baseras på euklidestalen. I själva verket förutsätter Euklides ursprungliga bevis inte att mängden av alla primtal är begränsad. Ett motexempel som inte innehåller det första n, primtalen är talen 3, 41 och 53. Eftersom 3*41*53+1 inte är delbart med dessa tal måste det finnas minst ett primtal som inte finns med i listan. 
De första euklidestalen är 3, 7, 31, 211, 2311, 30031, 510511 (talföljd A006862 i OEIS). Inte alla euklidestal är primtal, {\displaystyle E_{6}=13\#+1=30031=59\times 509} är det minsta sammansatta euklidestalet. Det är inte känt om det finns oändliga antal euklidestal som själva är primtal. 
Varje euklidestal är kongurent med 3 modulo 4, eftersom primorialen det består av är dubbla produkten av udda primtal  
och kongruent med 2 modulo 4. Detta innebär att inget euklidestal är en kvadrat.
För alla {\displaystyle n\geq 3} är  {\displaystyle E_{n}-1} delbart med 2 och 5. Detta innebär att entalssiffran i {\displaystyle E_{n}} är 1.